# Liste des orgues de Lorraine protégés aux monuments historiques
Cet article recense les orgues protégés aux monuments historiques en Lorraine, France.
Voir aussi : Liste des orgues de Lorraine classés dans la base Palissy des monuments historiques.

## Liste
| Orgue                                                  | Département        | Commune                 | Édifice                                                              | Référence | Année     | Protection     | Illus. |
| ------------------------------------------------------ | ------------------ | ----------------------- | -------------------------------------------------------------------- | --- | --------- | -------------- | ------ |
| Orgue de tribune buffet, partie instrumentale          | Meurthe-et-Moselle | Blâmont                 | Église Saint-Maurice de Blâmont                                      | « PM54000071 », notice no PM54000071 « PM54001292 », notice no PM54001292 « PM54000072 », notice no PM54000072                                                                           | 1975      | Classé         |        |
| Orgue de tribune buffet, partie instrumentale          | Meurthe-et-Moselle | Blénod-lès-Toul         | Église Saint-Médard de Blénod-lès-Toul                               | « PM54001294 », notice no PM54001294 « PM54001293 », notice no PM54001293 « PM54000097 », notice no PM54000097                                                                           | 1979      | Classé         |        |
| Orgue de tribune partie instrumentale                  | Meurthe-et-Moselle | Chaligny                | Église Saint-Rémy de Chaligny                                        | « PM54001295 », notice no PM54001295 « PM54001296 », notice no PM54001296 | 1990      | Inscrit        |        |
| Orgue de tribune partie instrumentale                  | Meurthe-et-Moselle | Colombey-les-Belles     | Église Saint-Maurice de Colombey-les-Belles                          | « PM54001297 », notice no PM54001297 « PM54000152 », notice no PM54000152 | 1984      | Classé         |        |
| Orgue de tribune buffet, tribune                       | Meurthe-et-Moselle | Deneuvre                | Église Saint-Remy de Deneuvre                                        | « PM54000183 », notice no PM54000183 « PM54001298 », notice no PM54001298 | 1982      | Classé         |        |
| Orgue de tribune buffet, partie instrumentale, tribune | Meurthe-et-Moselle | Domgermain              | Église Saint-Maurice de Domgermain                                   | « PM54001299 », notice no PM54001299 « PM54000202 », notice no PM54000202 « PM54000205 », notice no PM54000205                                                                           | 1973 1981 | Classé         |        |
| Orgue buffet                                           | Meurthe-et-Moselle | Essey-lès-Nancy         | Église Saint-Georges d'Essey-lès-Nancy                               | « PM54001533 », notice no PM54001533 | 2005      | Inscrit        |        |
| Orgue de tribune partie instrumentale                  | Meurthe-et-Moselle | Eulmont                 | Église Saint-Rémy d'Eulmont                                          | « PM54001300 », notice no PM54001300 « PM54000223 », notice no PM54000223 | 1981      | Classé         |        |
| Orgue buffet, partie instrumentale                     | Meurthe-et-Moselle | Favières                | Église Saint-Antoine-et-Saint-Sulpice de Favières                    | « PM54001537 », notice no PM54001537 « PM54001301 », notice no PM54001301 « PM54000224 », notice no PM54000224                                                                           | 1982 2005 | Classé Inscrit |        |
| Orgue de tribune partie instrumentale                  | Meurthe-et-Moselle | Flavigny-sur-Moselle    | Église Saints-Hippolyte-et-Firmin de Flavigny-sur-Moselle            | « PM54001302 », notice no PM54001302 « PM54000230 », notice no PM54000230 | 1980      | Classé         |        |
| Orgue de chœur orgue                                   | Meurthe-et-Moselle | Gerbéviller             | Église Saint-Pierre-Saint-Sylvestre de Gerbéviller                   | « PM54001303 », notice no PM54001303 | 2004      | Inscrit        |        |
| Orgue de chœur buffet                                  | Meurthe-et-Moselle | Laxou                   | Chapelle du centre hospitalier spécialisé de Maréville               | « PM54001613 », notice no PM54001613 | 1994      | Inscrit        |        |
| Orgue de tribune partie instrumentale                  | Meurthe-et-Moselle | Liverdun                | Église Saint-Pierre de Liverdun                                      | « PM54001304 », notice no PM54001304 « PM54000366 », notice no PM54000366 | 1984      | Classé         |        |
| Orgue de tribune partie instrumentale                  | Meurthe-et-Moselle | Lucey                   | Église Saint-Étienne de Lucey                                        | « PM54001305 », notice no PM54001305 « PM54001306 », notice no PM54001306 | 1989      | Inscrit        |        |
| Orgue de chœur buffet, partie instrumentale            | Meurthe-et-Moselle | Lunéville               | Église Saint-Jacques de Lunéville                                    | « PM54001646 », notice no PM54001646 | 2002      | Inscrit        |        |
| Orgue de tribune buffet, partie instrumentale          | Meurthe-et-Moselle | Lunéville               | Église Saint-Jacques de Lunéville                                    | « PM54000394 », notice no PM54000394 « PM54001307 », notice no PM54001307 « PM54000440 », notice no PM54000440                                                                           | 1908 1986 | Classé         |        |
| Orgue partie instrumentale                             | Meurthe-et-Moselle | Moyen                   | Église Saint-Martin de Moyen                                         | « PM54001723 », notice no PM54001723 « PM54001308 », notice no PM54001308 « PM54001038 », notice no PM54001038                                                                           | 1990      | Classé Inscrit |        |
| Orgue de tribune partie instrumentale                  | Meurthe-et-Moselle | Nancy                   | Basilique Saint-Epvre de Nancy                                       | « PM54001309 », notice no PM54001309 « PM54000661 », notice no PM54000661 « PM54001010 », notice no PM54001010                                                                           | 1980 1990 | Classé         |        |
| Orgue de tribune buffet, partie instrumentale, tribune | Meurthe-et-Moselle | Nancy                   | Cathédrale Notre-Dame-de-l'Annonciation de Nancy                     | « PM54000509 », notice no PM54000509 « PM54001310 », notice no PM54001310 « PM54001311 », notice no PM54001311                                                                           | 1906 2003 | Classé         |        |
| Orgue de tribune buffet, partie instrumentale          | Meurthe-et-Moselle | Nancy                   | Église Saint-Joseph de Nancy                                         | « PM54000662 », notice no PM54000662 « PM54001312 », notice no PM54001312 « PM54001012 », notice no PM54001012                                                                           | 1983 1990 | Classé Inscrit |        |
| Orgue de chœur partie instrumentale                    | Meurthe-et-Moselle | Nancy                   | Église Saint-Léon-IX de Nancy                                        | « PM54001314 », notice no PM54001314 « PM54001315 », notice no PM54001315 | 1990      | Inscrit        |        |
| Orgue de tribune partie instrumentale                  | Meurthe-et-Moselle | Nancy                   | Église Saint-Léon-IX de Nancy                                        | « PM54001313 », notice no PM54001313 « PM54000585 », notice no PM54000585 | 1972      | Inscrit        |        |
| Orgue de tribune partie instrumentale                  | Meurthe-et-Moselle | Nancy                   | Église Saint-Nicolas de Nancy                                        | « PM54001316 », notice no PM54001316 « PM54001011 », notice no PM54001011 | 1991      | Classé         |        |
| Orgue de chœur partie instrumentale                    | Meurthe-et-Moselle | Nancy                   | Église Saint-Pierre de Nancy                                         | « PM54001317 », notice no PM54001317 « PM54001013 », notice no PM54001013 | 1991      | Classé         |        |
| Orgue de tribune partie instrumentale                  | Meurthe-et-Moselle | Nancy                   | Église Saint-Sébastien de Nancy                                      | « PM54001318 », notice no PM54001318 « PM54000605 », notice no PM54000605 | 1978      | Classé         |        |
| Orgue buffet                                           | Meurthe-et-Moselle | Nancy                   | Temple protestant de Nancy                                           | « PM54001738 », notice no PM54001738 | 2009      | Inscrit        |        |
| Orgue de tribune buffet, partie instrumentale          | Meurthe-et-Moselle | Pont-à-Mousson          | Église Saint-Martin de Pont-à-Mousson                                | « PM54000721 », notice no PM54000721 « PM54001319 », notice no PM54001319 « PM54000724 », notice no PM54000724                                                                           | 1949      | Classé         |        |
| Orgue de tribune buffet                                | Meurthe-et-Moselle | Rosières-aux-Salines    | Église Saint-Pierre de Rosières-aux-Salines                          | « PM54000788 », notice no PM54000788 « PM54001320 », notice no PM54001320 | 1975      | Classé         |        |
| Orgue de tribune buffet                                | Meurthe-et-Moselle | Saint-Nicolas-de-Port   | Basilique Saint-Nicolas de Saint-Nicolas-de-Port                     | « PM54000834 », notice no PM54000834 « PM54001321 », notice no PM54001321 | 1980      | Classé         |        |
| Orgue de tribune partie instrumentale                  | Meurthe-et-Moselle | Sommerviller            | Église Saint-Gérard de Sommerviller                                  | « PM54001322 », notice no PM54001322 « PM54001323 », notice no PM54001323 | 1990      | Inscrit        |        |
| Orgue buffet                                           | Meurthe-et-Moselle | Toul                    | Cathédrale Saint-Étienne de Toul                                     | « PM54001167 », notice no PM54001167 | 1840      | Classé         |        |
| Orgue de tribune partie instrumentale                  | Meurthe-et-Moselle | Toul                    | Église Saint-Gengoult de Toul                                        | « PM54001324 », notice no PM54001324 « PM54001039 », notice no PM54001039 | 1991      | Classé         |        |
| Orgue de tribune buffet, partie instrumentale          | Meurthe-et-Moselle | Vézelise                | Église Saint-Côme-et-Saint-Damien                                    | « PM54000976 », notice no PM54000976 « PM54001325 », notice no PM54001325 « PM54000975 », notice no PM54000975                                                                           | 1980      | Classé         |        |
| Orgue de tribune partie instrumentale                  | Meurthe-et-Moselle | Villacourt              | Église Saint-Martin de Villacourt                                    | « PM54001326 », notice no PM54001326 « PM54001040 », notice no PM54001040 | 1990      | Classé         |        |
| Orgue de tribune buffet, partie instrumentale          | Meurthe-et-Moselle | Villerupt               | Église de la-Nativité-de-la-Vierge                                   | « PM54001329 », notice no PM54001329 « PM54001327 », notice no PM54001327 « PM54001328 », notice no PM54001328                                                                           | 2000      | Classé         |        |
| Orgue de tribune buffet, partie instrumentale          | Meuse              | Ancerville              | Église Saint-Martin d'Ancerville                                     | « PM55000002 », notice no PM55000002 « PM55001390 », notice no PM55001390 « PM55000003 », notice no PM55000003                                                                           | 1988      | Classé         |        |
| Orgue de tribune buffet                                | Meuse              | Avioth                  | Église Saint-Brice d'Avioth                                          | « PM55000037 », notice no PM55000037 « PM55001391 », notice no PM55001391 | 1981      | Classé         |        |
| Orgue de chœur partie instrumentale                    | Meuse              | Bar-le-Duc              | Église Notre-Dame de Bar-le-Duc                                      | « PM55001392 », notice no PM55001392 « PM55000096 », notice no PM55000096 | 1985      | Classé         |        |
| Orgue de tribune partie instrumentale                  | Meuse              | Bar-le-Duc              | Église Notre-Dame de Bar-le-Duc                                      | « PM55001393 », notice no PM55001393 « PM55000095 », notice no PM55000095 | 1985      | Classé         |        |
| Orgue de chœur buffet, partie instrumentale            | Meuse              | Bar-le-Duc              | Église Saint-Antoine de Bar-le-Duc                                   | « PM55002735 », notice no PM55002735 « PM55001394 », notice no PM55001394 « PM55000081 », notice no PM55000081                                                                           | 1985 1993 | Classé Inscrit |        |
| Orgue de tribune buffet, partie instrumentale, tribune | Meuse              | Bar-le-Duc              | Église Saint-Étienne de Bar-le-Duc                                   | « PM55000098 », notice no PM55000098 « PM55001395 », notice no PM55001395 « PM55001396 », notice no PM55001396                                                                           | 1971      | Classé         |        |
| Orgue buffet                                           | Meuse              | Buxières-sous-les-Côtes | Église Saint-Georges de Buxières-sous-les-Côtes                      | « PM55002674 », notice no PM55002674 « PM55002673 », notice no PM55002673 | 1992      | Inscrit        |        |
| Orgue de tribune partie instrumentale                  | Meuse              | Commercy                | Église Saint-Pantaléon de Commercy                                   | « PM55001397 », notice no PM55001397 « PM55000163 », notice no PM55000163 | 1988      | Classé         |        |
| Orgue de tribune partie instrumentale                  | Meuse              | Cousances-les-Forges    | Église Saint-Memmie de Cousances-les-Forges                          | « PM55001398 », notice no PM55001398 « PM55001399 », notice no PM55001399 | 1989      | Inscrit        |        |
| Orgue de tribune orgue                                 | Meuse              | Dammarie-sur-Saulx      | Église de l'Annonciation-Notre-Dame de Dammarie-sur-Saulx            | « PM55001400 », notice no PM55001400 | 2004      | Inscrit        |        |
| Orgue de tribune buffet                                | Meuse              | Dun-sur-Meuse           | Église Notre-Dame-de-Bonne-Garde de Dun-sur-Meuse                    | « PM55000222 », notice no PM55000222 « PM55001401 », notice no PM55001401 | 1913      | Classé         |        |
| Orgue de chœur buffet, partie instrumentale            | Meuse              | Euville                 | Église Saint-Pierre-et-Saint-Paul d'Euville                          | « PM55001402 », notice no PM55001402 « PM55000244 », notice no PM55000244 « PM55002740 », notice no PM55002740                                                                           | 1989      | Classé         |        |
| Orgue de tribune buffet, partie instrumentale          | Meuse              | Fains-Véel              | Chapelle de Fains-les-Sources                                        | « PM55001405 », notice no PM55001405 « PM55001403 », notice no PM55001403 « PM55001404 », notice no PM55001404                                                                           | 2002      | Classé         |        |
| Orgue de tribune partie instrumentale                  | Meuse              | Longeville-en-Barrois   | Église Saint-Hilaire de Longeville-en-Barrois                        | « PM55001406 », notice no PM55001406 « PM55001407 », notice no PM55001407 | 1992      | Inscrit        |        |
| Orgue buffet                                           | Meuse              | Milly-sur-Bradon        | Église Saint-Pierre-aux-Liens de Milly-sur-Bradon                    | « PM55002677 », notice no PM55002677 « PM55002676 », notice no PM55002676 | 1992      | Inscrit        |        |
| Orgue de tribune partie instrumentale                  | Meuse              | Mognéville              | Église Saint-Rémy de Mognéville                                      | « PM55001408 », notice no PM55001408 « PM55001409 », notice no PM55001409 | 1996      | Inscrit        |        |
| Orgue de tribune buffet                                | Meuse              | Montmédy                | Église Saint-Martin-de-la-Ville-Haute de Montmédy                    | « PM55001034 », notice no PM55001034 « PM55001418 », notice no PM55001418 | 1993      | Classé         |        |
| Orgue buffet                                           | Meuse              | Rarécourt               | Église Saint-Amand de Rarécourt                                      | « PM55002680 », notice no PM55002680 « PM55002679 », notice no PM55002679 | 1991      | Inscrit        |        |
| Orgue de tribune buffet, partie instrumentale          | Meuse              | Resson                  | Église Saint-Rémi de Resson                                          | « PM55000501 », notice no PM55000501 « PM55001410 », notice no PM55001410 « PM55000507 », notice no PM55000507                                                                           | 1988 1991 | Classé Inscrit |        |
| Orgue buffet                                           | Meuse              | Revigny-sur-Ornain      | Église Saint-Pierre de Revigny-sur-Ornain                            | « PM55002736 », notice no PM55002736 | 1993      | Inscrit        |        |
| Orgue de chœur buffet                                  | Meuse              | Saint-Mihiel            | Abbatiale Saint-Michel de Saint-Mihiel                               | « PM55000536 », notice no PM55000536 « PM55001411 », notice no PM55001411 | 1906      | Classé         |        |
| Orgue de tribune buffet, tribune                       | Meuse              | Saint-Mihiel            | Abbatiale Saint-Michel de Saint-Mihiel                               | « PM55000535 », notice no PM55000535 « PM55001412 », notice no PM55001412 | 1906      | Classé         |        |
| Orgue de tribune buffet                                | Meuse              | Stenay                  | Église Saint-Grégoire de Stenay                                      | « PM55000611 », notice no PM55000611 « PM55001413 », notice no PM55001413 | 1981      | Classé         |        |
| Orgue de chœur buffet                                  | Meuse              | Vaucouleurs             | Église Saint-Laurent de Vaucouleurs                                  | « PM55002738 », notice no PM55002738 | 1993      | Inscrit        |        |
| Orgue de tribune buffet, partie instrumentale          | Meuse              | Vaucouleurs             | Église Saint-Laurent de Vaucouleurs                                  | « PM55002737 », notice no PM55002737 « PM55001414 », notice no PM55001414 « PM55000638 », notice no PM55000638                                                                           | 1989      | Classé         |        |
| Orgue de tribune buffet                                | Meuse              | Verdun                  | Cathédrale Notre-Dame de Verdun                                      | « PM55000648 », notice no PM55000648 « PM55001415 », notice no PM55001415 | 1980      | Classé         |        |
| Orgue de tribune partie instrumentale                  | Moselle            | Abreschviller           | Église Saint-Quirin d'Abreschviller                                  | « PM57000708 », notice no PM57000708 « PM57000002 », notice no PM57000002 | 1982      | Classé         |        |
| Orgue de tribune partie instrumentale                  | Moselle            | Belles-Forêts           | Église Saint-Rémi de Bisping                                         | « PM57000709 », notice no PM57000709 « PM57000710 », notice no PM57000710 | 1996      | Inscrit        |        |
| Orgue de tribune buffet, partie instrumentale          | Moselle            | Bérig-Vintrange         | Église Saint-Hippolyte de Bérig-Vintrange                            | « PM57000713 », notice no PM57000713 « PM57000711 », notice no PM57000711 « PM57000712 », notice no PM57000712                                                                           | 1998      | Classé         |        |
| Orgue de tribune buffet, partie instrumentale          | Moselle            | Berling                 | Temple de Berling                                                    | « PM57001084 », notice no PM57001084 « PM57000714 », notice no PM57000714 « PM57000527 », notice no PM57000527                                                                           | 1986      | Inscrit        |        |
| Orgue de tribune buffet, partie instrumentale          | Moselle            | Biding                  | Église Sainte-Barbe de Biding                                        | « PM57000717 », notice no PM57000717 « PM57000715 », notice no PM57000715 « PM57000716 », notice no PM57000716                                                                           | 1996      | Inscrit        |        |
| Orgue de tribune buffet, partie instrumentale          | Moselle            | Boulay-Moselle          | Église Saint-Étienne de Boulay-Moselle                               | « PM57000030 », notice no PM57000030 « PM57000718 », notice no PM57000718 « PM57000022 », notice no PM57000022                                                                           | 1976 1982 | Classé         |        |
| Orgue de tribune partie instrumentale                  | Moselle            | Bourscheid              | Église Saint-Michel de Bourscheid                                    | « PM57000719 », notice no PM57000719 « PM57000569 », notice no PM57000569 | 1994      | Classé         |        |
| Orgue de tribune orgue                                 | Moselle            | Brettnach               | Église Saint-Pancrace de Brettnach                                   | « PM57000720 », notice no PM57000720 | 2005      | Inscrit        |        |
| Orgue de tribune buffet, partie instrumentale          | Moselle            | Dannelbourg             | Église Saint-Jean-Baptiste de Dannelbourg                            | « PM57000722 », notice no PM57000722 « PM57000721 », notice no PM57000721 « PM57000054 », notice no PM57000054                                                                           | 1986      | Inscrit        |        |
| Orgue de tribune buffet, partie instrumentale, tribune | Moselle            | Fénétrange              | Église Saint-Rémy de Fénétrange                                      | « PM57000066 », notice no PM57000066 « PM57000723 », notice no PM57000723 « PM57000069 », notice no PM57000069                                                                           | 1977      | Classé         |        |
| Orgue de tribune partie instrumentale                  | Moselle            | Gomelange               | Église Saint-Martin de Gomelange                                     | « PM57000724 », notice no PM57000724 « PM57000420 », notice no PM57000420 | 1990      | Classé         |        |
| Orgue de tribune buffet                                | Moselle            | Grosbliederstroff       | Église Saint-Innocent de Grosbliederstroff                           | « PM57000081 », notice no PM57000081 « PM57000725 », notice no PM57000725 | 1988      | Classé         |        |
| Orgue de tribune partie instrumentale                  | Moselle            | Hayange                 | Église Saint-Martin d'Hayange                                        | « PM57000726 », notice no PM57000726 « PM57000525 », notice no PM57000525 | 1993      | Classé         |        |
| Orgue de tribune buffet                                | Moselle            | Hellimer                | Église Saint-Martin d'Hellimer                                       | « PM57000090 », notice no PM57000090 « PM57000727 », notice no PM57000727 | 1988      | Classé         |        |
| Orgue de tribune buffet, partie instrumentale          | Moselle            | Henridorff              | Église Sainte-Croix d'Henridorff                                     | « PM57001085 », notice no PM57001085 « PM57000728 », notice no PM57000728 « PM57000526 », notice no PM57000526                                                                           | 1986      | Inscrit        |        |
| Orgue de tribune partie instrumentale                  | Moselle            | Hesse                   | Abbaye d'Hesse                                                       | « PM57000729 », notice no PM57000729 « PM57000097 », notice no PM57000097 | 1989      | Classé         |        |
| Orgue de tribune buffet, partie instrumentale          | Moselle            | Hinckange               | Église Sainte-Lucie d'Hinckange                                      | « PM57000099 », notice no PM57000099 « PM57000730 », notice no PM57000730 « PM57000731 », notice no PM57000731                                                                           | 1982      | Classé         |        |
| Orgue de tribune buffet, partie instrumentale          | Moselle            | Kédange-sur-Canner      | Église Saint-Rémi de Kédange-sur-Canner                              | « PM57000734 », notice no PM57000734 « PM57000732 », notice no PM57000732 « PM57000733 », notice no PM57000733                                                                           | 1996      | Inscrit        |        |
| Orgue de tribune partie instrumentale                  | Moselle            | Knutange                | Église Saint-Charles de Knutange                                     | « PM57000735 », notice no PM57000735 « PM57000419 », notice no PM57000419 | 1990      | Classé         |        |
| Orgue de tribune buffet, partie instrumentale          | Moselle            | Marange-Zondrange       | Église Saint-Martin de Marange-Zondrange                             | « PM57000738 », notice no PM57000738 « PM57000736 », notice no PM57000736 « PM57000737 », notice no PM57000737                                                                           | 2003      | Classé         |        |
| Orgue de tribune buffet, partie instrumentale          | Moselle            | Metz                    | Cathédrale Saint-Étienne de Metz                                     | « PM57000741 », notice no PM57000741 « PM57000608 », notice no PM57000608 « PM57000154 », notice no PM57000154 « PM57000739 », notice no PM57000739 « PM57000740 », notice no PM57000740 | 1984      | Inscrit        |        |
| Orgue de tribune partie instrumentale                  | Moselle            | Metz                    | Chapelle de la maison-mère Sainte-Chrétienne                         | « PM57000742 », notice no PM57000742 « PM57000617 », notice no PM57000617 | 1995      | Classé         |        |
| Orgue de tribune buffet, partie instrumentale          | Moselle            | Metz                    | Église Notre-Dame-de-l'Assomption de Metz                            | « PM57000195 », notice no PM57000195 « PM57000743 », notice no PM57000743 « PM57000616 », notice no PM57000616                                                                           | 1968      | Classé         |        |
| Orgue de tribune buffet, partie instrumentale          | Moselle            | Metz                    | Église Saint-Martin de Metz                                          | « PM57000206 », notice no PM57000206 « PM57000744 », notice no PM57000744 « PM57000207 », notice no PM57000207                                                                           | 1975      | Classé         |        |
| Orgue buffet                                           | Moselle            | Moyenvic                | Église Saint-Pient,-Saint-Agent-et-Sainte-Colombe de Moyenvic        | « PM57001102 », notice no PM57001102 « PM57001101 », notice no PM57001101 | 2002      | Inscrit        |        |
| Orgue de tribune partie instrumentale                  | Moselle            | Ottange                 | Église Saint-Willibrord d'Ottange                                    | « PM57000745 », notice no PM57000745 « PM57000620 », notice no PM57000620 | 1993      | Classé         |        |
| Orgue de tribune buffet, partie instrumentale          | Moselle            | Oudrenne                | Église Sainte-Marguerite d'Oudrenne                                  | « PM57000747 », notice no PM57000747 « PM57000746 », notice no PM57000746 « PM57000748 », notice no PM57000748                                                                           | 1998      | Classé         |        |
| Orgue de tribune partie instrumentale                  | Moselle            | Phalsbourg              | Église de l'Assomption-de-la-Bienheureuse-Vierge-Marie de Phalsbourg | « PM57000749 », notice no PM57000749 « PM57000268 », notice no PM57000268 | 1985      | Classé         |        |
| Orgue de tribune buffet, partie instrumentale          | Moselle            | Phalsbourg              | Église de l'Immaculée-Conception de Trois-Maisons de Phalsbourg      | « PM57000269 », notice no PM57000269 « PM57000750 », notice no PM57000750 « PM57000267 », notice no PM57000267                                                                           | 1981 1988 | Classé         |        |
| Orgue de tribune totalité de l'instrument              | Moselle            | Pontpierre              | Église Saint Calixte de Pontpierre                                   | Notice no PM57001110 Notice no PM57001111 Notice no PM57001112 | 2013      | Classé         |        |
| Orgue de tribune buffet, tribune                       | Moselle            | Saint-Avold             | Abbatiale Saint-Nabor de Saint-Avold                                 | « PM57000319 », notice no PM57000319 « PM57000754 », notice no PM57000754 | 1982      | Classé         |        |
| Orgue de tribune buffet, partie instrumentale          | Moselle            | Saint-Avold             | Temple de Saint-Avold                                                | « PM57000753 », notice no PM57000753 « PM57000751 », notice no PM57000751 « PM57000752 », notice no PM57000752                                                                           | 2001      | Classé         |        |
| Orgue de tribune buffet, partie instrumentale, tribune | Moselle            | Saint-Quirin            | Église Saint-Quirin de Saint-Quirin                                  | « PM57000559 », notice no PM57000559 « PM57000755 », notice no PM57000755 « PM57000326 », notice no PM57000326                                                                           | 1982 1993 | Classé         |        |
| Orgue de tribune buffet, tribune                       | Moselle            | Sarreguemines           | Église Saint-Nicolas de Sarreguemines                                | « PM57000343 », notice no PM57000343 « PM57000756 », notice no PM57000756 | 1983      | Classé         |        |
| Orgue de tribune buffet                                | Moselle            | Thionville              | Église Saint-Maximin de Thionville                                   | « PM57000368 », notice no PM57000368 « PM57000757 », notice no PM57000757 | 1974      | Classé         |        |
| Orgue de tribune buffet                                | Moselle            | Torcheville             | Église Saint-Pierre de Torcheville                                   | « PM57001087 », notice no PM57001087 « PM57001086 », notice no PM57001086 | 1986      | Inscrit        |        |
| Orgue de tribune partie instrumentale                  | Moselle            | Zilling                 | Temple de Zilling                                                    | « PM57000758 », notice no PM57000758 « PM57000647 », notice no PM57000647 | 1995      | Classé         |        |
| Orgue de tribune partie instrumentale                  | Vosges             | Bains-les-Bains         | Église Saint-Colomban de Bains-les-Bains                             | « PM88001126 », notice no PM88001126 « PM88000036 », notice no PM88000036 | 1982      | Classé         |        |
| Orgue buffet                                           | Vosges             | Bouxurulles             | Église Saint-Maur de Bouxurulles                                     | « PM88001973 », notice no PM88001973 « PM88001972 », notice no PM88001972 | 1988      | Inscrit        |        |
| Orgue de tribune buffet, partie instrumentale          | Vosges             | Bulgnéville             | Église Saints-Pierre-et-Paul de Bulgnéville                          | « PM88000098 », notice no PM88000098 « PM88001127 », notice no PM88001127 « PM88000100 », notice no PM88000100                                                                           | 1965      | Classé         |        |
| Orgue de tribune buffet, partie instrumentale          | Vosges             | Champ-le-Duc            | Église Notre-Dame de Champ-le-Duc                                    | « PM88000108 », notice no PM88000108 « PM88001128 », notice no PM88001128 « PM88001129 », notice no PM88001129                                                                           | 1965 1975 | Classé         |        |
| Orgue de tribune partie instrumentale                  | Vosges             | Coinches                | Église Saint-Claude de Coinches                                      | « PM88001130 », notice no PM88001130 « PM88000153 », notice no PM88000153 | 1971      | Classé         |        |
| Orgue de tribune buffet, partie instrumentale          | Vosges             | La Croix-aux-Mines      | Église Saint-Nicolas de La Croix-aux-Mines                           | « PM88002016 », notice no PM88002016 « PM88001131 », notice no PM88001131 « PM88001132 », notice no PM88001132                                                                           | 1989      | Inscrit        |        |
| Orgue de tribune buffet, partie instrumentale          | Vosges             | Darney                  | Église Sainte-Madeleine de Darney                                    | « PM88001100 », notice no PM88001100 « PM88001133 », notice no PM88001133 « PM88001134 », notice no PM88001134                                                                           | 1996      | Classé         |        |
| Orgue de tribune partie instrumentale                  | Vosges             | Dompaire                | Église Saint-Nicolas de Dompaire                                     | « PM88001135 », notice no PM88001135 « PM88000280 », notice no PM88000280 | 1986      | Classé         |        |
| Orgue de tribune buffet, partie instrumentale          | Vosges             | Haillainville           | Église Saint-Èvre d'Haillainville                                    | « PM88001138 », notice no PM88001138 « PM88001136 », notice no PM88001136 « PM88001137 », notice no PM88001137                                                                           | 2001      | Classé         |        |
| Orgue de tribune buffet, partie instrumentale          | Vosges             | Igney                   | Église Notre-Dame d'Igney                                            | « PM88001141 », notice no PM88001141 « PM88001139 », notice no PM88001139 « PM88001140 », notice no PM88001140                                                                           | 1998      | Classé         |        |
| Orgue de tribune partie instrumentale                  | Vosges             | Jeuxey                  | Église Saint-Guérin de Jeuxey                                        | « PM88001142 », notice no PM88001142 « PM88000478 », notice no PM88000478 | 1984      | Classé         |        |
| Orgue de tribune buffet, partie instrumentale, tribune | Vosges             | Lamarche                | Église Notre-Dame-de-l'Assomption de Lamarche                        | « PM88001036 », notice no PM88001036 « PM88001143 », notice no PM88001143 « PM88000501 », notice no PM88000501                                                                           | 1982 1990 | Classé         |        |
| Orgue de tribune partie instrumentale                  | Vosges             | Mazeley                 | Église Saint-Nicolas de Mazeley                                      | « PM88001144 », notice no PM88001144 « PM88001145 », notice no PM88001145 | 1989      | Inscrit        |        |
| Orgue de tribune buffet, partie instrumentale, tribune | Vosges             | Mirecourt               | Église de la Nativité-de-Notre-Dame de Mirecourt                     | « PM88000569 », notice no PM88000569 « PM88001146 », notice no PM88001146 « PM88000570 », notice no PM88000570                                                                           | 1981 1985 | Classé         |        |
| Orgue à cylindres partie instrumentale                 | Vosges             | Mirecourt               | Musée instrumental de Mirecourt                                      | « PM88001147 », notice no PM88001147 « PM88001048 », notice no PM88001048 | 1990      | Classé         |        |
| Orgue de tribune partie instrumentale                  | Vosges             | Monthureux-sur-Saône    | Église Saint-Michel de Monthureux-sur-Saône                          | « PM88001148 », notice no PM88001148 « PM88000578 », notice no PM88000578 | 1982      | Classé         |        |
| Orgue de tribune buffet, partie instrumentale          | Vosges             | Moyenmoutier            | Abbaye de Moyenmoutier                                               | « PM88001101 », notice no PM88001101 « PM88001149 », notice no PM88001149 « PM88001150 », notice no PM88001150                                                                           | 1996      | Classé         |        |
| Orgue de tribune buffet, partie instrumentale          | Vosges             | Neufchâteau             | Église Saint-Christophe de Neufchâteau                               | « PM88001152 », notice no PM88001152 « PM88001151 », notice no PM88001151 « PM88000634 », notice no PM88000634                                                                           | 1984 2005 | Classé         |        |
| Orgue de chœur partie instrumentale                    | Vosges             | Neufchâteau             | Église Saint-Nicolas de Neufchâteau                                  | « PM88001153 », notice no PM88001153 « PM88000637 », notice no PM88000637 | 1984      | Classé         |        |
| Orgue de tribune buffet, partie instrumentale          | Vosges             | Neufchâteau             | Église Saint-Nicolas de Neufchâteau                                  | « PM88000635 », notice no PM88000635 « PM88001154 », notice no PM88001154 « PM88000636 », notice no PM88000636                                                                           | 1982      | Classé         |        |
| Orgue de tribune buffet, partie instrumentale, tribune | Vosges             | Plombières-les-Bains    | Église Saint-Amé de Plombières-les-Bains                             | « PM88000677 », notice no PM88000677 « PM88001155 », notice no PM88001155 « PM88000682 », notice no PM88000682                                                                           | 1982      | Classé         |        |
| Orgue de tribune partie instrumentale                  | Vosges             | Rambervillers           | Église Sainte-Libaire de Rambervillers                               | « PM88001156 », notice no PM88001156 « PM88000721 », notice no PM88000721 | 1981      | Classé         |        |
| Orgue de tribune buffet, partie instrumentale          | Vosges             | Taintrux                | Église Saint-Gengoult de Taintrux                                    | « PM88001159 », notice no PM88001159 « PM88001157 », notice no PM88001157 « PM88001158 », notice no PM88001158                                                                           | 1998      | Classé         |        |
| Orgue de tribune buffet, partie instrumentale          | Vosges             | Vagney                  | Église Saint-Lambert de Vagney                                       | « PM88001162 », notice no PM88001162 « PM88001160 », notice no PM88001160 « PM88001161 », notice no PM88001161                                                                           | 1999      | Classé         |        |